# Зечір Рамчилович
Зечір Рамчилович (мак. Зеќир Рамчиловиќ; босн. Zećir Ramčilović; 16 березня 1975, Долно Коньярі) — македонський історик, публіцист і депутат парламенту Македонії з 2016 року, віце-президент Асамблеї з листопада 2019 року.

## Біографія
Народився поблизу Скоп'є в селі Долно Коньярі 16 березня 1975 року. Історик і дослідник, який окрім сходознавства займається періодом між двома світовими війнами в Македонії, а також процесами, пов'язаними з босняками в минулому і сьогодні. Автор кількох наукових праць. Працює в Інституті національної історії при університеті «Св. Кирила та Мефодія»  На місцевих виборах у Македонії (2013) обраний радником у муніципалітеті Петровець. Рамчилович є віце-президентом Асоціації культурного об'єднання босняків з Македонії «АВАЗ». На парламентських виборах у 2016 році обраний депутатом від АВАЗу в Коаліції за кращу Македонію, очолюваній ВМРО-ДПМНЄ.